# One Atlantic Center
Le One Atlantic Center (aussi connu en tant que IBM Tower) est un gratte-ciel de bureaux situé à Atlanta (Géorgie, États-Unis).
À son achèvement en 1987, c'était le plus haut gratte-ciel de la ville. Aujourd'hui, elle est la troisième tour la plus haute d'Atlanta après la Bank of America Plaza et la SunTrust Plaza.